# (20400) 1998 OB4
1998 أو بي 4 (ويعرف أيضًا باسم (20400) 1998 أو بي 4 وفق تسمية الكوكب الصغير) (بالإنجليزية: 1998 OB4)‏ هو كويكب ضمن حزام الكويكبات؛ وترتيبه 20400 من حيث الاكتشاف.
اكتُشف هذا الجُرم الفلكي بواسطة OCA–DLR Asteroid Survey ‏ في 24 يوليو 1998.

## وصلات خارجية
- (20400) 1998 OB4 في قاعدة بيانات مختبر الدفع النفاث لأجرام النظام الشمسي الصغيرة

- الاكتشاف · مخطط المدار ·  العناصر المدارية · المعلمات المادية

- (20400) 1998 OB4 على موقع ويكي سكاي: DSS2, SDSS, GALEX, IRAS, Hydrogen α, X-Ray, Astrophoto, Sky Map, Articles and images